# 封敖
封敖（？—？），字碩夫，渤海蓚（今河北省景縣境）人，唐朝官员。

## 生平
生卒年不詳。元和十年（815年）進士及第，被裴堪聘為幕僚，轉右拾遺。会昌初年，以左司员外郎被召为翰林学士，知制诰，再升迁御史中丞。太和年間官拜中书舍人。武宗時，草詔慰問邊地受傷將士，有“傷居爾體，痛在朕躬”之句，深得武宗賞識。封敖雖以文辭為李德裕所重，然人品不彰，人重其才而輕其所為，李德裕亦不大用之。宣宗大中二年（848年）以禮部侍郎知貢舉，多擢拔能賦文士。轉吏部侍郎，封渤海縣男。大中三年正月，检校兵部尚书，为兴元尹，山南西道（今陝西漢中市）节度使。大中六年，封敖上奏巴南（川、陝交界大巴山脈以南）妖賊言辭悖慢，朝廷派遣京兆少尹劉潼，前去果州（四川南充市）慰問安撫。歷左散騎常侍。大中十一年（857年），官拜太常卿。後出京任淄青節度使。终官尚书右仆射，卒於任上。著有《封敖翰稿》8卷，今不傳。有子封舜卿、孫女封絢。

## 延伸阅读
[在维基数据编辑]
 在维基文库阅读此作者作品
 《舊唐書·卷168》，出自刘昫《舊唐書》
 《新唐書/卷177》，出自《新唐書》